# 张衍 (后梁)
张衍（9世纪？—912年），字元用，唐朝至五代十国后梁官员，濮州临濮县（今山东省鄄城县西南）人，河南尹魏王张宗奭的侄子。
张衍之父死于战乱。张衍喜欢读书作儒士，开始以经学参与科举，没有中选。当时谏议大夫郑徽退居洛阳，把女儿嫁给他，令他考辞科，没有几次就登第了。唐昭宗东迁，张宗奭有功，张衍由校书郎升任为左拾遗、翰林学士。后梁太祖即位任命他为考功郎中，转任为右谏议大夫。张衍巧于谋生，积聚财货。梁太祖将北伐，他因为扈从要消耗钱财，多次请托宰执，不去北伐；梁太祖知道一点，又属应召稽晚，在途中没有赶上，让梁太祖等待，与孫隲等同日被处死。